# Ley NOx (Japón)
La enmienda de  ley sobre la reducción de la cantidad total de dióxido de nitrógeno y partículas atmosféricas provenientes de automóviles en las  áreas designadas con el título en japonés:
自動車から排出される窒素酸化物及び粒子状物質の特定地域における総量の削減等に関する特別措置法|
Comúnmente conocido como = Ley NOx/PM
La enmienda  de ley  sobre la reducción de la cantidad total de dióxido de nitrógeno y  partículas suspendidas  originadas por los automóviles en áreas designadas es parte importante de la legislación ambiental en el  Japón.
En México existe una regulación similar para reducir la contaminación llamada el Hoy No Circula.

## Contenido
La ley establece un máximo de emisiones de dióxido de nitrógeno (NOx) por  vehículo de motor y en  vehículos de pasajeros que usan  diésel como son los camiones y el autobús así como de partículas atmosféricas (PMs). Donde el cumplimiento de esta norma se ha convertido en un requisito para aprobar la inspección necesaria para registrar automóviles.
La ley de 1992 que tuvo como objetivo la reducción de las emisiones de dióxido de nitrógeno de vehículos diésel. Fue enmendada en 2001 debido a que más investigación reveló que la partículas atmosféricas constituyen un riesgo grave de cáncer para el cuerpo humano.

## Áreas designadas
- Kantō: mayoría de los municipios en Saitama, Chiba, Tokio y Kanagawa
- Kansai: mayoría de municipios en Osaka y Hyogo
- Chukyo: mayoría de municipios en Aichi y Mie

## Crítica
Los críticos argumentan que la ley no puede dejar que algunos autos entren en las áreas reguladas, porque simplemente se registraron en los municipios que no están cubiertos por la ley. Para parchar este resquicio legal, se han creado  en los gobiernos prefecturales  estatutos que prohíben  a los autos utilizar las carreteras en sus jurisdicciones.

## Regulado por
- Ministerio del medio ambiente (Japón).
- Ministerio de tierra, infraestructura y transporte (Japón).